# Société des clercs militants
Ne doit pas être confondu avec Association du clergé militant.
La Société des clercs militants (en persan : مجمع روحانیون مبارز, majma'-e rowhāniyūn-e mobārez), aussi traduit Ligue des clercs militants, est un parti politique iranien réformiste, fondé le 16 mars 1988. Il est proche du modéré Mohammed Khatami, et a été qualifiée d'« anti-révolutionnaire » par l'agence Fars News Agency, proche des radicaux, à la suite des troubles liés à l'élection présidentielle de 2009.

## Histoire
Les tensions au sein du parti de la république islamique ont mené à sa dissolution en 1987. La Société des clercs militants s'est formée en regroupant les membres qui avaient une vue plutôt socialiste, favorisant « l'exportation de la révolution et l'appel au monopole de l'État sur l'économie ».
Après la démission de Mehdi Karroubi du poste de secrétaire général, le parti n'a plus eu de secrétaire général jusqu'en août 2005, quand Mohammad Mousavi Khoeiniha a été élu en tant que nouveau secrétaire général. Mohammad Khatami, ancien président de la République, est président du comité central.